# Parachrysops bicolor
Parachrysops bicolor är en fjärilsart som beskrevs av George Thomas Bethune-Baker 1904. Parachrysops bicolor ingår i släktet Parachrysops och familjen juvelvingar. Inga underarter finns listade i Catalogue of Life.